# Чалчуапа
Чалчуапа (шп. Chalchuapa) је град у Салвадору у департману Santa Ana. Према процени из 2007. у граду је живело 74.038 становника.